# Abbazia di Gengenbach
L'Abbazia di Gengenbach è un'abbazia benedettina a Gengenbach, in Germania, fondata da San Pirmino dopo il 748 nella valle del Kinzig.

## Storia
Fu fondata da San Pirmino poco dopo il 748 e vi si stabilirono i monaci dell'Abbazia di Gorze. Ebbe buoni rapporti con la dinastia carolingia. Odilone, duca di Baviera, fu sepolto a Gengenbach. Crodegango, vescovo di Metz, incoraggiò i monaci ad adottare la Regola di San Benedetto. Venne istituita una scuola di latino e diversi abati si distinsero per la loro cultura. Divenne un'abbazia imperiale, con indipendenza territoriale.
Nel 1007, tuttavia, l'imperatore Enrico II la consegnò al suo principe vescovile di Bamberga, appena fondato. Pur essendo situata all'interno della Reichslandvogtei di Ortenau, sotto la protezione di Rodolfo d'Asburgo (1273-91), i protettori del territorio furono una serie di signori locali: agli Zähringen seguirono nel 1218 gli Staufen, duchi di Svevia, e nel 1245 i vescovi di Strasburgo fino agli anni Cinquanta del Novecento. Questi signori e le conferme dei loro diritti - sia papali (1139, 1235, 1252, 1287) che imperiali (1309, 1331, 1516) - assicurarono all'abbazia una continua indipendenza.
Gengenbach fu profondamente coinvolta nella Lotta per le Investiture e due dei suoi abati furono cacciati per aver sostenuto la causa imperiale anziché quella papale. Poco dopo, l'abbazia fu coinvolta dall'abate Theoger (1080-1139) dell'abbazia di San Giorgio nella Foresta Nera e dal vescovo Ottone di Bamberga nella Riforma di Hirsauer, durante la quale la chiesa abbaziale fu demolita e ricostruita sul modello dell'abbazia di Hirsau. Successivamente è stata ristrutturata in stile gotico, barocco e neoromanico. Un organo a canne con una cassa storica del XVIII secolo proveniente dall'ex chiesa abbaziale si trova oggi nel Museo Augustiner di Friburgo in Brisgovia.
Zell am Harmersbach fu fondata su un territorio di proprietà dell'Abbazia di Gengenbach. Durante il XIII e il XIV secolo, l'abbazia fu determinante per lo sviluppo economico della città di Gengenbach. L'abbazia evitò ulteriori riforme monastiche e, sebbene rischiasse di essere soppressa durante la Riforma, sopravvisse anche a questa. Nel 1525, Wilhelm von Fürstenberg e alcuni consiglieri comunali cercarono di far sciogliere l'abbazia. Anche l'abate e alcuni monaci furono messi sotto custodia, ma non se ne fece nulla.
Nel 1575 e nel 1580, l'abbazia chiese di entrare a far parte del Collegio Imperiale dei Prelati, ma fu rifiutata a causa delle preoccupazioni sulla sua immediatezza imperiale; l'adesione fu infine approvata nel 1645, ma l'approvazione non fu attuata fino al 1751. L'abbazia fu mediatizzata in seguito alla mediatizzazione tedesca del 1803 e poco dopo i suoi territori furono assorbiti dallo stato di Baden. Tuttavia, l'abbazia rimase in funzione sotto l'ultimo abate fino al 1807, quando il Granduca ne ordinò la secolarizzazione. Nel 1904, nei suoi locali era in funzione una scuola normale.